# بشخصه – زنده
«به شخصه – زنده» (به انگلیسی: In the Flesh – Live) آلبومی از هنرمند اهل بریتانیا راجر واترز است که در سال ۲۰۰۰ میلادی منتشر شد.